# Лейснер, Тира
Тира Амалия Лейснер (нем. Thyra Amalie Leisner), также Хаген-Ляйснер (Hagen-Leisner); 1886, Фленсбург — 3 октября 1938, Мэдисон) — немецкая певица (сопрано). Сестра певицы Эмми Лейснер. Жена Оскара Хагена (с 1914 г.), мать актёров Уты и Хольгера Хагенов.
Преимущественно известна как примадонна ранних постановок организованного её мужем Генделевского фестиваля в Гёттингене — Роделинда в одноимённой опере (1920), Клеопатра в «Юлии Цезаре» (1922), Ромильда в «Ксерксе» (1924). Критика высоко оценила исполнение Лейснер — в особенности, в соответствии с постановочной концепцией Хагена, со стороны драматического искусства: её Роделинда «психологически и физически женщина, которая держит свою судьбу в руках».
После переезда вместе с мужем в США в 1924 году спорадически участвовала в концертных выступлениях в Мадисоне.